# James Agg-Gardner

James Agg-Gardner

Sir James Tynte Agg-Gardner PC JP (ngày 25 tháng 11 năm 1846 tại Cheltenham – ngày 9 tháng 8 năm 1928 tại Carlton Club) là một chủ sở hữu nhà máy bia người Anh và chính trị gia của đảng Bảo thủ từ Cheltenham ở Gloucestershire. Là người ủng hộ đầu tiên cho quyền bầu cử của phụ nữ, ông là Nghị sĩ quốc hội (MP) cho khu vực bầu cử Cheltenham trong bốn giai đoạn riêng biệt giữa năm 1874 và 1928, phục vụ tổng cộng 39 năm tại Quốc hội, trong đó ông chỉ có hai bài phát biểu tại Hạ viện.

## Tuổi thơ
Ông sinh ra ở Cheltenham, nơi cha ông là James Agg-Gardner, Ông (1804–58) đã mua quyền quý ngài trang viên vào năm 1843. Sau khi cha ông qua đời, James Junior được đưa lên làm tòa án và được giáo dục tại trường Harrow rồi tư nhân. Ông trúng tuyển vào Trinity College, Cambridge, nhưng thay vì bắt đầu nghiên cứu, ông đã tham gia tổng tuyển cử năm 1868 ở Cheltenham, nhưng không giành được ghế. Sau đó, ông học luật, và vào năm 1873, ông được gọi đến bar ở Middle Temple. Tuy nhiên, ông không bao giờ thực hành luật, thay vào đó tập trung vào lợi ích kinh doanh và sự nghiệp chính trị của mình. Ông là một thẩm phán từ năm 1875.

## Sự nghiệp chính trị
Agg-Gardner lần đầu tiên được bầu làm Nghị sĩ của Cheltenham tại tổng tuyển cử năm 1874, nhưng đã bị đánh bại tại tổng tuyển cử năm 1880. Ông được bầu lại vào năm 1885 và giữ ghế cho đến khi ông từ chức tại cuộc bầu cử năm 1895, có thể vì những lý do liên quan đến đồng tính luyến ái của ông. Ông đã được trả lại không ủng hộ tại tổng tuyển cử năm 1900, nhưng đã bị đánh bại trong tổng tuyển cử năm 1906. Ông đã không đứng lại một lần nữa cho đến khi một bầu cử phụ vào tháng 4 năm 1911, sau đó ông giữ ghế cho đến khi chết vào năm 1928.
Trong phòng Hạ Nghị viện, ông là một diễn giả không thường xuyên, nhưng phục vụ phần lớn sự nghiệp của ông trong Ủy ban bếp chung, mà ông chủ trì từ năm 1917. Trong vai trò đó, ông giám sát trà hàng ngày trên sân thượng, và được biết đến một cách trìu mến "Bộ trưởng Bộ Nội vụ". Ông đã tài trợ cho dự luật quốc hội có được vị thế của quận trên Cheltenham và năm 1896 đã trở thành người tự do đầu tiên của quận. Ông cũng giới thiệu các luật về thoát hiểm hỏa hoạn (1891) và thuê mua (1928).
Ông được phong tước năm 1916, và được bổ nhiệm làm Ủy viên Hội đồng Cơ mật năm 1924. Vào thời điểm ông qua đời năm 1928, ở tuổi 81, ông là thành viên phục vụ lâu đời nhất của Quốc hội, từng ngồi với mười Thủ tướng từ Disraeli đến Baldwin. Tuy nhiên, vì ông không liên tục là một nghị sĩ, ông không giữ được danh hiệu Viện Quý ngài.

## Rượu
Christie's có một thư viện các danh mục đấu giá cũ, và nhiều phiên đấu giá rượu trong ba thập kỷ đầu của thế kỷ XX cho thấy đấu thầu bởi "Agg-Gardner", đôi khi thành công. Ông cũng được đề cập bởi André L. Simon trong một bài báo có tựa đề The Soliloquy of a Bibious Bibliophile:
Có ai ở bất cứ nơi nào ngày hôm nay không, đôi khi tôi tự hỏi, người có cơ hội là của tôi, trong ba năm và mười năm của cuộc đời trưởng thành của tôi, để thưởng thức rượu vang tuyệt vời, giống như những thế hệ sau chiến tranh sẽ không bao giờ biết, và đặc quyền để thưởng thức chúng với những người bạn tuyệt vời như vậy? Tôi nghi ngờ điều đó. Một trong những người bạn lớn tuổi nhất của tôi, ông ấy sinh năm 1847, là Ông James Agg-Gardner, một người đàn ông nhỏ bé và là một người yêu rượu vang tuyệt vời: ông ấy là M.P. cho Cheltenham, và Chủ tịch Ủy ban Bếp của Hạ viện; ông là một trong số ít những người bạn ăn trưa với tôi tại trụ sở cũ của Mark Lane, vào năm 1918, để kỷ niệm sự trở lại cuộc sống dân sự của tôi. Vẫn còn đó, vào ngày đó, bốn đại ca của Dickburn 1847 trong hầm; chúng tôi đã có một trong số họ và nó thực sự là tuyệt vời! Chúng tôi đã ở trước thềm cuộc Tổng tuyển cử và tất cả chúng tôi đã uống may mắn cho Ngài James trong rượu vang của chính mình. Tôi đã hứa với anh ta, hơi vội vàng, một kiệt tác khác Cockburn 1847, nếu ông ấy được bầu lại. Dĩ nhiên, ông được bầu lại, không chỉ trong năm đó, mà là hai lần nữa trong mười hai tháng tới: phải mất ba bầu cử trong hai năm để có được đa số làm việc, và đây là lý do tại sao và ba lần cuối cùng của tôi là Cockburn 1847, trong hai năm! Không hối tiếc: họ đã ở mức tốt nhất và không thể nào tốt hơn nếu họ được giữ lâu hơn.

## Ấn phẩm
- Gardner, James Agg, Sir (1927). Some Parliamentary Recollections by the Right Honourable Sir James Agg-Gardner, PC, MP. London: E. J. Burrow. British Library shelfmark: 010855.bb.54.{{Chú thích sách}}:  Quản lý CS1: nhiều tên: danh sách tác giả (liên kết)